# Africa Squadron
L’Africa Squadron est une escadre de la marine des États-Unis opérant au large de l'Afrique de l'Ouest au cours du XIXe siècle.